# Melitidae
Melitidae es una familia de crustáceos anfípodos. Sus 150 especies se distribuyen por el paleártico.

## Clasificación
Se reconocen los siguientes géneros:
- Abludomelita Karaman, 1981
- Allomelita Stock, 1984
- Alsacomelita G. Karaman, 1984
- Anchialella J.L. Barnard, 1979
- Armatomelita Labay, 2013
- Brachina Barnard & Williams, 1995
- Caledopisa Stock & Illife, 1995
- Carnarimelita Bousfield, 1990
- Cottarellia Ruffo, 1994
- Cuneimelita Senna & Serejo, 2012
- Desdimelita Jarrett & Bousfield, 1996
- Dulichiella Stout, 1912
- Exitomelita Tandberg, Rapp, Schander, Vader, Sweetman & Berge, 2011
- Fiha Stock, 1988
- Galapsiellus J.L. Barnard, 1976
- Josephosella Ruffo, 1985
- Megamoera Bate, 1862
- Melita Leach, 1814
- Melitoides Gurjanova, 1934
- Nainaloa Karaman & Barnard, 1979
- Norcapensis Bradbury & Williams, 1997
- Nurina Bradbury & Eberhard, 2000
- Parapherusa Stebbing, 1906
- Poropisa G. Karaman, 1984
- Quasimelita Jarrett & Bousfield, 1996
- Rotomelita J.L. Barnard, 1977
- Tegano Barnard & Karaman, 1982
- Verdeia Lowry & Springthorpe, 2007